# Patreon
Patreon（パトレオン、ペイトリオン [ˈpeɪtriɒn]）とは主にYouTubeコンテンツ製作者（YouTuber）、ミュージシャン、ウェブコミック作者向けのクラウドファンディングプラットフォームである。作者は自身のファン（愛好者）やパトロン（支援者）から定期的に、もしくは作品ごとに寄付を募ることが可能である。サンフランシスコに本社を置いており、2013年にミュージシャンのジャック・コンテと技術者のサム・ヤムが設立した。

## 歴史

2017年6月まで使用されていたロゴ。

自身が投稿し人気を得たYouTube動画で稼げる方法を模索していたジャック・コンテによって2013年5月に創設、アーティストによる創作活動のためにファンやパトロンがいつでも寄付できるプラットフォームをサム・ヤムと共に開発した。2013年8月にベンチャーキャピタルとエンジェル投資家達から210万ドルの投資を受けた。2014年6月、インデックス・ベンチャーズのダニー・リマーによるシリーズAラウンドで1,500万ドル調達した。
サービス開始から18ヶ月で125,000人以上のパトロンが登録した。2014年末には、サイトに登録している製作者にパトロンから月総額100万ドル以上寄付されるようになったと発表した。
2015年3月、同種のボランティアサブスクリプションサービスのSubbableを買収、Subbableはジョン・グリーンとハンク・グリーンが共同開発し、CGP Greyやデスティン・サンドリンのSmarter Every Dayやグリーン・ブラザーズのCrashCourse、SciShowチャンネルといったアーティストやコンテンツを輩出したことで知られる。
2015年10月、大規模なセキュリティハッカーによるハッキング攻撃により約15ギガバイト分のパスワードデータ、寄付記録、ソースコードが流出、さらに230万以上の固有電子メールアドレスと100万ものプライベートメッセージも流出した。

## ビジネスモデル
製作者はPatreonのウェブサイト上でページを開設することで、パトロンは製作者が作品を製作する度に一定金額の資金を製作者に寄付することができる。さらに任意で月上限寄付額を設定することができる。また、月固定の寄付額も設定できる。Kickstarterのようなクラウドファンディングプラットフォームと違うのは製作者がキャンペーン成功後に一時金を求めることができたり、基本的に新作の度にリセットしなければならないことである。一方で、他のプラットフォームのように、製作者は頻繁にパトロンに特典を提供している。Patreonは寄付の際に5%の手数料を徴収している。

## 利用アーティスト
2014年2月の時点で利用アーティストのほぼ半数がYouTubeビデオ製作者で、残りはウェブコミック作者、ポッドキャスト作者である。平均的にパトロンは作品ごとに7ドル寄付している。Patreonは製作者とパトロン両方の面で急成長しており、2014年2月末の時点で10,000人以上の製作者が利用するとPatreonは予想した。サービス開始当初からミュージシャンによる活用を見込んでいたが（ミュージシャンでパフォーマーのアマンダ・パルマーはPatreonを利用していて音楽レーベルから独立した活動を行っている）、ジョナサン・ローゼンバーグやザック・ワイナー、ポール・テイラーといったウェブコミック作者もPatreonを活用して成功を収めている